# Award of Garden Merit

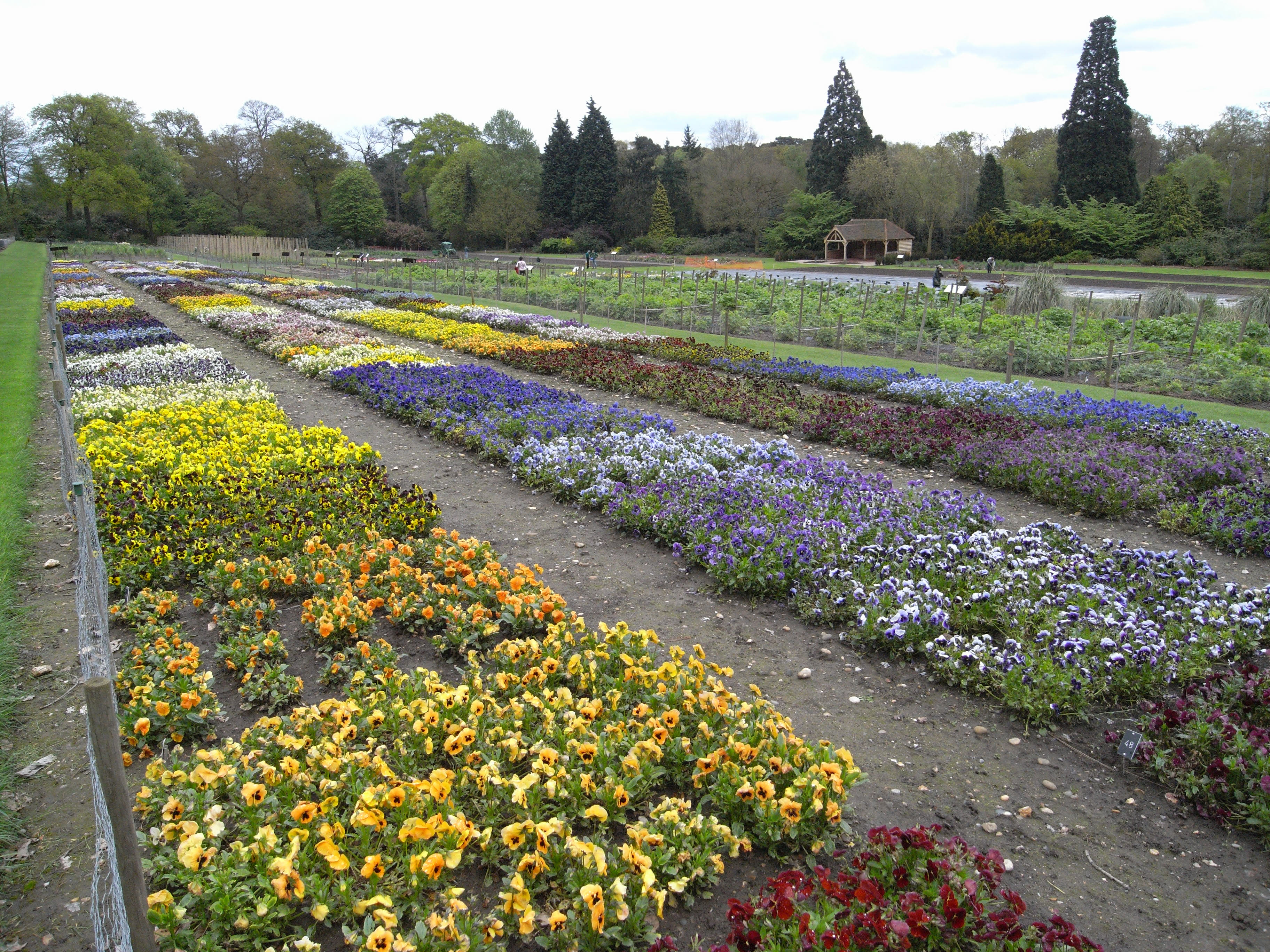
Testfeld für den Award of Garden Merit im RHS Garden Wisley

Der Award of Garden Merit (AGM), oft abgekürzt als Award of Merit ist eine Auszeichnung der Royal Horticultural Society (RHS). Die RHS verleiht diese an Pflanzen, die sich besonders gut zum Gartenanbau auf den britischen Inseln eignen. Dabei zeichnet die RHS Pflanzen aus, die zum einen den Garten erheblich aufwerten, die aber auch für Hobbygärtner ohne große Probleme anzubauen sind. Von den etwa 100.000 Pflanzensorten, die im Vereinigten Königreich erhältlich sind, haben etwa 7100 einen Award of Garden Merit.
Der Award of Merit ist in verschiedene klimatische Härtegrade unterteilt. Pflanzen werden einmal ausgezeichnet und behalten die Auszeichnung. Die Auszeichnung kann aber zurückgezogen werden, wenn bessere Kultivare auf dem Markt erscheinen.

## Geschichte
Die RHS führte den Preis 1922 ein, er wurde aber kaum wahrgenommen. 1992 kam es zu einem Neustart, die RHS beschloss, die Auszeichnung neu auszurichten und als den wichtigsten Preis der Gesellschaft zu bezeichnen. Versuchspflanzungen spielten nun eine größere Rolle als vorher. Außerdem wurden alle ausgezeichneten Pflanzen in einem Zehn-Jahres-Turnus erneut überprüft.
Bei der Evaluation 2012 verloren etwa 1900 Sorten ihre Auszeichnung, vor allem, weil sie nicht mehr im Handel erhältlich waren, oder weil sie anfällig gegen bestimmte Krankheiten waren. Auch war es möglich, dass sie mittlerweile durch bessere Sorten ersetzt wurden. Bei der gleichen Evaluation kamen 1400 neue Pflanzen hinzu. Im Anschluss an die Evaluation beschloss die RHS, für bestimmte Gattungen, in denen sich der Markt besonders schnell ändert, die Evaluation jährlich durchzuführen.

## Kriterien

### Kriterien von 1992 bis 2012
Die RHS bestimmt folgende Kriterien:
- Die Sorte muss herausragenden dekorativen oder Nutzwert für einen Garten haben.
- Die Sorte muss erhältlich sein.
- Die Sorte muss in guter Verfassung sein.
- Die Sorte muss im Anbau weder seltenes Spezialwissen erfordern, noch eine hochspezialisierte Ausstattung.
- Die Sorte darf nicht besonders anfällig gegen eine bestimmte Krankheit oder einen bestimmten Schädling sein.
- Die Sorte darf nicht übermäßig zum Sortenrückfall neigen.

Von den etwa 100.000 Pflanzen, die auf den britischen Inseln im Handel sind, wurden etwa 7100 mit einem Award of Garden Merit ausgezeichnet.

### Kriterien seit 2012
Für den Award of Garden Merit kommen alle Pflanzen in Frage, die auf den britischen Inseln gehandelt werden. Dazu gehören auch Obst und Gemüse.
Seit dem Review von 2012 haben sich die Kriterien geändert. Sie lauten nun:
- Die Sorte muss unter angemessenen Bedingungen herausragend sein.
- Die Sorte muss erhältlich sein. Hobbygärtner müssen in der Lage sein, vernünftige Mengen zu vernünftigen Preisen ohne unverhältnismäßigen Aufwand zu bekommen.
- Die Sorte muss eine gute Verfassung haben und generell gesund sein.
- Die Sorte muss in Form und Farbe stabil sein, und die Pflanze zuverlässig der Beschreibung entsprechen.
- Die Sorte muss resistent gegen Krankheiten und Schädlinge sein, und nicht besonders anfällig gegen eine bestimmte Krankheit oder einen Parasiten.

## Härtegrade
Innerhalb des Award of Garden Merit gibt es keine weiteren Abstufungen der Qualität. Die RHS unterteilt den Preis nach den klimatischen Anforderungen der Pflanze. Vier Härtegrade (mit Zwischenstufen und weiteren Unterteilungen) geben an, unter welchen Bedingungen eine Pflanze auf den britischen Inseln angebaut werden kann. Die Härtegrade sind:
- H1: benötigt ein beheiztes Gewächshaus
- H2: benötigt ein unbeheiztes Gewächshaus
- H3: winterhart in einigen Regionen der britischen Inseln, oder Pflanzen, die Winterschutz benötigen
- H4: winterhart auf den gesamten britischen Inseln

Zwischenstufen sind H1-2, H2-3, H3-4 und H1+3 (Kann im Sommer draußen stehen, benötigt im Winter aber einen beheizten Raum). Für die Pflanzen, die geheizte Gewächshäuser benötigen, ergänzt die RHS die Empfehlungen um eine Mindesttemperatur, die entweder als 15, 10 oder 2 Grad Celsius angegeben wird. 

## Auswahlverfahren
Der Award wird von ständigen und nichtständigen Ausschüssen verliehene, die die RHS aus einer Gruppe von Experten einberuft. Insgesamt sind mehrere Hundert professionelle und Amateur-Gärtner und Experten an der Auswahl beteiligt, Die Awards können verliehen werden:
- nach Pflanzversuchen auf einem Versuchsfeld
- nach der Besichtigung einer spezialisierten Pflanzensammlung
- nach einer ausgiebigen Diskussion des zuständigen Ausschusses

Die wichtigste und am häufigsten Angewandte Variante ist die der Versuchsanpflanzungen. Die ausgiebigen Diskussionen und Beratungen spielen vor allem eine Rolle, wenn es darum geht, Bewertungen zu evaluieren oder den Titel wieder zu entziehen, da es geeignetere Sorten gibt.
Es gibt keine zahlenmäßige Begrenzung der ausgewählten Pflanzen. Je mehr Pflanzen einer Gruppe jedoch bereits ausgezeichnet sind, desto mehr sind die Ausschüsse angewiesen die Kriterien strenger auszulegen. Auch ist es möglich, den Award wieder zu entziehen. Dies kann vorkommen, wenn eine Pflanze nicht mehr erhältlich ist, wenn sie gegen eine bestimmte Krankheit oder einen bestimmten Schädling anfällig geworden ist, oder wenn sie durch eine andere, besser geeignete Sorte, ersetzt wurde.